# 灶神星冰原島峰
71°18′S 68°42′W / 71.300°S 68.700°W
灶神星冰原島峰（英語：Vesta Nunataks）是南極洲的冰原島峰，位於亞歷山大一世島東岸，處於勒梅山脈的格里庫羅夫嶺和埃俄羅斯嶺之間，以灶神星命名。